# Gustav Körting
Gustav Körting, (Drezda, 1845. június 25. – Kiel, 1913. február 1.) német filológus; öccse Heinrich Körting (1859. március 15. – Lipcse, 1890. július 19., a Lipcsei Egyetem magántanára, a Geschichte des französischen Romans im 17. Jahrhundert (Lipcse, 1885-87, 2 köt.) szerzője.

## Élete
Bölcsészeti tanulmányait 1863 és 1867 között Lipcsében folytatta. 1867-től a münsteri akadémián és a kieli egyetemen a román és angol filológia tanára volt.

## Tankönyvei
- Französische Grammatik für Gymnasien (Lipcse, 1872)
- Französisches Übungsbuch für Gymnasien (uo. 1874–75)
  - Mindkettőt Gerevics Gusztáv fordította magyarra (Budapest, 1875)

## Főbb művei
- Geschichte d. Literatur Italiens im Zeitalter der Renaissance
- Petrarcas Leben u. Werke (uo. 1878)
- Boccaccios Leben u. Werke (uo. 1880)
- Encyklopädie und Methodologie der romanischen Philologie (uo. 1884)
- Die Encyklopaedie der romanischen Gesammt-Philologie, (1845–1913), Heilbronn, Henninger, 1884, Umfang: XVIII, 505 S. Gesamttitel: Encyclopaedie und Methodologie der romanischen Philologie, Gustav Körting; Theil 2
- Encyklopaedie und Methodologie der englischen Philologie, Heilbronn, Henninger, 1888
- Grundriss der Geschichte der englischen Literatur, Ferdinand Schöningh Verlag, Münster i.W., 1890 k.